# Campionati europei giovanili di nuoto 2016
I XLIII Campionati europei giovanili di nuoto si sono svolti in Ungheria dal 6 al 10 luglio 2016. Le sedi di gara sono state a Hódmezővásárhely.

## Medagliere
| Posizione | Paese         | Oro | Argento | Bronzo | Totale |
| --------- | ------------- | --- | ------- | ------ | ------ |
| 1         | Russia        | 11  | 5       | 6      | 22     |
| 2         | Italia        | 9   | 8       | 5      | 22     |
| 3         | Gran Bretagna | 5   | 4       | 10     | 19     |
| 4         | Ungheria      | 5   | 4       | 3      | 12     |
| 5         | Spagna        | 2   | 3       | 1      | 6      |
| 6         | Polonia       | 2   | 1       | 4      | 7      |
| 7         | Germania      | 1   | 2       | 2      | 5      |
| 8         | Svezia        | 1   | 2       | 1      | 4      |
| 9         | Ucraina       | 1   | 2       | 0      | 3      |
| 10        | Slovenia      | 1   | 1       | 2      | 4      |
| 11        | Croazia       | 1   | 1       | 1      | 3      |
| 12        | Danimarca     | 1   | 1       | 0      | 2      |
| 12        | Portogallo    | 1   | 1       | 0      | 2      |
| 14        | Serbia        | 1   | 0       | 1      | 2      |
| 15        | Irlanda       | 0   | 2       | 1      | 3      |
| 16        | Rep. Ceca     | 0   | 2       | 0      | 2      |
| 16        | Moldavia      | 0   | 2       | 0      | 2      |
| 18        | Bulgaria      | 0   | 1       | 0      | 1      |
| 19        | Grecia        | 0   | 0       | 2      | 2      |
| 20        | Austria       | 0   | 0       | 1      | 1      |
| 20        | Estonia       | 0   | 0       | 1      | 1      |
| 20        | Finlandia     | 0   | 0       | 1      | 1      |
| 20        | Israele       | 0   | 0       | 1      | 1      |
| Totale    | Totale        | 42  | 42      | 43     | 127    |

## Podi

### Uomini
| Evento               | Oro                                                                        | Tempo    | Argento                                                                            | Tempo    | Bronzo                                                                      | Tempo    |
| Stile libero         |                                                                            |          |                                                                                    |          |                                                                             |          |
| 50 m                 | Giovanni Izzo                                                              | 22"09    | Bruno Blaskovic                                                                    | 22"25    | Thomas Fannon                                                               | 22"30    |
| 100 m                | Alessandro Miressi                                                         | 49"40    | Serhii Shevtsov                                                                    | 49"57    | Karlo Noah Paut                                                             | 49"64    |
| 200 m                | Kacper Stokowski                                                           | 1'48"51  | Alexei Sancov                                                                      | 1'48"54  | Richard Marton Mateusz Arndt                                                | 1'49"37  |
| 400 m                | Moritz Brandt                                                              | 3'48"57  | Victor Johansson                                                                   | 3'50"21  | Richard Marton                                                              | 3'52"01  |
| 800 m                | Victor Johansson                                                           | 7'56"64  | Tom Derbyshire                                                                     | 7'59"78  | Thore Bermel                                                                | 8'00"45  |
| 1500 m               | Tom Derbyshire                                                             | 15'08"31 | Albert Escrits Manosa                                                              | 15'11"60 | Victor Johansson                                                            | 15'15"24 |
| Dorso                |                                                                            |          |                                                                                    |          |                                                                             |          |
| 50 m                 | Kliment Kolesnikov                                                         | 24"94    | Hugo Gonzalez De Oliveira                                                          | 25"31    | Nikolaos Sofianidis                                                         | 25"44    |
| 100 m                | Kliment Kolesnikov                                                         | 53"65    | Conor Ferguson                                                                     | 54"49    | Nikolaos Sofianidis                                                         | 54"57    |
| 200 m                | Hugo Gonzalez De Oliveira                                                  | 1'57"00  | Jakub Skierka                                                                      | 1'57"97  | Jacopo Bietti                                                               | 1'57"99  |
| Rana                 |                                                                            |          |                                                                                    |          |                                                                             |          |
| 50 m                 | Nikola Obrovac                                                             | 27"66    | Nicolò Martinenghi                                                                 | 27"73    | Federico Poggio                                                             | 27"86    |
| 100 m                | Nicolò Martinenghi                                                         | 1'00"30  | Federico Poggio                                                                    | 1'01"13  | David Murphy                                                                | 1'02"30  |
| 200 m                | Kirill Mordashev                                                           | 2'11"18  | Nicolò Martinenghi                                                                 | 2'12"95  | Christopher Rothbauer                                                       | 2'13.07  |
| Delfino              |                                                                            |          |                                                                                    |          |                                                                             |          |
| 50 m                 | Andrii Khloptssov                                                          | 23"51    | Alberto Lozano Mateos                                                              | 23"53    | Kregor Zirk                                                                 | 24"02    |
| 100 m                | Egor Kuimov                                                                | 52"39    | Roman Shevliakov                                                                   | 52"70    | Alberto Lozano Mateos                                                       | 52"75    |
| 200 m                | Kristóf Milák                                                              | 1'56"77  | Antani A Ivanov                                                                    | 1'57"11  | Damian Chrzanowski                                                          | 1'57"49  |
| Misti                |                                                                            |          |                                                                                    |          |                                                                             |          |
| 200 m                | Joe Litchfield                                                             | 2'01"07  | Marton Barta                                                                       | 2'01"13  | Lorenzo Glessi                                                              | 2'01"30  |
| 400 m                | Hugo Gonzalez De Oliveira                                                  | 4'17"27  | Marton Barta                                                                       | 4'18"51  | Zoltan Drigan                                                               | 4'20"84  |
| Staffette            |                                                                            |          |                                                                                    |          |                                                                             |          |
| 4x100 m stile libero | Russia Ivan Girev Michail Vekoviščev Evgenii Galchenko Semen Shakhanov     | 3'19"29  | Italia Alessandro Miressi Lorenzo Glessi Stefano Di Cola Giovanni Izzo             | 3'19"42  | Polonia Karol Ostrowski Jakub Kraska Bartosz Piszczorowicz Kacper Stokowski | 3'21"10  |
| 4x200 m stile libero | Polonia Kacper Stokowski Mateusz Arndt Mateusz Kasztelan Antoni Kaluzynski | 7'18"01  | Russia Aleksei Rtishchev Michail Vekoviščev Emil Mukhametzianov Petr Zhikharev     | 7'19"47  | Israele Tomer Frankel Itay Karmi Denis Loktev Alon Shami                    | 7'23"03  |
| 4x100 m misti        | Italia Jacopo Bietti Nicolò Martinenghi Lorenzo Glessi Alessandro Miressi  | 3'37"06  | Russia Kliment Kolesnikov Vitaly Sukhoruchenko Roman Shevliakov Michail Vekoviščev | 3'38"11  | Polonia Jakub Skierka Robert Kusto Damian Chrzanowski Jakub Kraska          | 3'39"93  |

### Donne
| Evento               | Oro                                                                         | Tempo    | Argento                                                                           | Tempo    | Bronzo                                                                                | Tempo    |
| Stile libero         |                                                                             |          |                                                                                   |          |                                                                                       |          |
| 50 m                 | Marija Kameneva                                                             | 25"02    | Julie Kepp Jensen                                                                 | 25"37    | Nea-Amanda Heinola                                                                    | 25"64    |
| 100 m                | Freya Anderson                                                              | 54"72    | Barbora Seemanova                                                                 | 54"97    | Marija Kameneva                                                                       | 55"43    |
| 200 m                | Ajna Késely                                                                 | 1'57"96  | Barbora Seemanova                                                                 | 1'58"14  | Janja Segel                                                                           | 1'58"38  |
| 400 m                | Ajna Késely                                                                 | 4'08"10  | Holly Hibbott                                                                     | 4'08"40  | Anastasiia Kirpichnikova                                                              | 4'11"61  |
| 800 m                | Ajna Késely                                                                 | 8'34"37  | Tamila Hryhorivna Holub                                                           | 8'36"57  | Lea Boy                                                                               | 8'36"86  |
| 1500 m               | Tamila Hryhorivna Holub                                                     | 16'20"80 | Celine Rieder                                                                     | 16'25"03 | Sveva Schiazzano                                                                      | 16'26"16 |
| Dorso                |                                                                             |          |                                                                                   |          |                                                                                       |          |
| 50 m                 | Polina Egorova                                                              | 28"43    | Tania Quaglieri                                                                   | 28"46    | Marija Kameneva                                                                       | 28"53    |
| 100 m                | Tania Quaglieri                                                             | 1'01"38  | Maryna Kolesnykova                                                                | 1'01"67  | Anna Maine                                                                            | 1'02"04  |
| 200 m                | Tazmin Pugh                                                                 | 2'11"12  | Tatiana Salcutan                                                                  | 2'11"69  | Polina Egorova                                                                        | 2'11"79  |
| Rana                 |                                                                             |          |                                                                                   |          |                                                                                       |          |
| 50 m                 | Tina Celik                                                                  | 31"85    | Tara Vovk                                                                         | 31"93    | Mona McSharry                                                                         | 31.98    |
| 100 m                | Giulia Verona                                                               | 1'08"32  | Mona McSharry                                                                     | 1'08.88  | Tina Celik                                                                            | 1'09"74  |
| 200 m                | Giulia Verona                                                               | 2'26"53  | Layla Black                                                                       | 2'29"11  | Emma Cain                                                                             | 2'29"94  |
| Delfino              |                                                                             |          |                                                                                   |          |                                                                                       |          |
| 50 m                 | Marija Kameneva                                                             | 26"22    | Sara Junevik                                                                      | 26"98    | Polina Egorova                                                                        | 27"01    |
| 100 m                | Polina Egorova                                                              | 59"00    | Petra Barocsai                                                                    | 59"87    | Laura Stephens                                                                        | 59"94    |
| 200 m                | Emily Large                                                                 | 2'08"87  | Julia Mrozinski                                                                   | 2'10"16  | Laura Stephens                                                                        | 2'10"18  |
| Misti                |                                                                             |          |                                                                                   |          |                                                                                       |          |
| 200 m                | Ilaria Cusinato                                                             | 2'13"03  | Sara Franceschi                                                                   | 2'13"98  | Anja Crevar                                                                           | 2'14"41  |
| 400 m                | Anja Crevar                                                                 | 4'41"54  | Anna Pirovano                                                                     | 4'42"06  | Abbie Wood                                                                            | 4'42"13  |
| Staffette            |                                                                             |          |                                                                                   |          |                                                                                       |          |
| 4x100 m stile libero | Danimarca Emily Gantriis Signe Bro Amalie Soeby Mortensen Julie Kepp Jensen | 3'43"42  | Russia Marija Kameneva Vasilissa Buinaia Olesia Cherniatina Katarina Milutinovich | 3'44"35  | Gran Bretagna Freya Anderson Anna Maine Emily Large Holly Hibbott                     | 3'45"25  |
| 4x200 m stile libero | Ungheria Fanni Gyurinovics Janka Juhasz Petra Barocsai Ajna Késely          | 8'02"67  | Gran Bretagna Freya Anderson Hannah Featherstone Tazmin Pugh Holly Hibbott        | 8'03"45  | Russia Anastasiia Kirpichnikova Oksana Logvinova Olesia Cherniatina Irina Krivonogova | 8'03"65  |
| 4x100 m misti        | Russia Marija Kameneva Margarita Driamina Polina Egorova Vasilissa Buinaia  | 4'05"85  | Italia Tania Quaglieri Giulia Verona Ilaria Cusinato Sara Ongaro                  | 4'06"94  | Gran Bretagna Anna Maine Layla Black Laura Stephens Freya Anderson                    | 4'07"03  |

### Gare miste
| Evento               | Oro                                                                          | Tempo   | Argento                                                                       | Tempo   | Bronzo                                                              | Tempo   |
| Staffette            |                                                                              |         |                                                                               |         |                                                                     |         |
| 4x100 m stile libero | Russia Michail Vekoviščev Semen Shakhanov Vasilissa Buinaia Marija Kameneva  | 3'29"47 | Ungheria Nandor Nemeth Richard Marton Fanni Gyurinovics Ajna Késely           | 3'31"62 | Italia Giovanni Izzo Alessandro Miressi Sara Ongaro Ilaria Cusinato | 3'31"97 |
| 4x100 m misti        | Italia Tania Quaglieri Nicolò Martinenghi Ilaria Cusinato Alessandro Miressi | 3'50"75 | Russia Kliment Kolesnikov Vitaly Sukhoruchenko Polina Egorova Marija Kameneva | 3'51"33 | Gran Bretagna Elliot Clogg David Murphy Emily Large Freya Anderson  | 3'52"89 |